# 安曇野市天蚕センター
安曇野市天蚕センター（あずみのしてんさんセンター）は、長野県安曇野市穂高有明にある施設。ヤママユ（天蚕）の繭から採れる天蚕糸生産に関する資料館で、1978年（昭和53年）に、旧穂高町（現安曇野市）により、「穂高町天蚕センター」として開設。その後市町村合併に伴い現名称となった。

## 概要
安曇野市の有明地区（旧有明村、その後穂高町を経て、現安曇野市穂高有明）では、全国に先駆け、天明年間（1781年 - 1789年）から天蚕の人工飼育が始められたとされ、200年以上に及ぶ天蚕業の歴史をもつ。明治30年（1897年）ごろには、有明地区を中心に3000ヘクタール程度の飼育林があり、さらには県外での出張飼育分を合わせると、年間の繭生産量は約800万粒に及ぶ隆盛を見せた。。
しかしその後、明治35年（1902年）に幼虫の病虫害（微粒子病、うじばえの発生）が流行して飼育は減少。大正2年（1913年）に天蚕組合を発足させ復興に務めたものの、大正4年（1915年）の日本アルプス焼岳大噴火の降灰によって壊滅的な打撃を受けた。さらに日中戦争から第二次世界大戦にかけては贅沢品として統制されたこともあり、ついには飼育が途絶えてしまった。
戦後になり、長野県産業試験場松本支場が中心となって復興業務が開始され、昭和48年（1973年）には長野県は周辺市町村に天蚕の委託飼育を開始。穂高町（現・安曇野市）も委託飼育市町村となり、飼育未経験の農家を説得するなどして、ついに飼育が復活。こうした動きの一環として、天蚕飼育の復活および飼育、繰糸、機織り等の技術を伝えていく拠点となるべく、天蚕センターが開設されることとなった。また、昭和59年（1984年）には「穂高天蚕」の商標登録も行われた。

## 館内施設[1]
天蚕センター展示棟
天蚕糸生産の歴史や天蚕（ヤママユ）の生態を、ビデオ上映や、伝統的な器具の展示、資料などにより紹介。併せて、実際に天蚕糸を使って織られた着物などの製品も展示している。
安曇野天蚕工房
展示棟に隣接して置かれた工房で、天蚕糸を使った手機織りの実演を見ることができる。
ショップ
工房で織られた生地で作った小物類やストールなど、天蚕糸を使ったオリジナル商品を販売。
見学用飼育ハウス
天蚕センター入口（屋外）にある、ヤママユ（天蚕）の食樹をネットで囲ったにある飼育ハウス。飼育期間中（5月下旬から8月中旬ごろ）は、卵 - 幼虫 - 成虫（蛾）まで、ヤママユの生態を観察することができる。

## 利用データ
- 開館時間 - 春・夏期（4月から10月）：9:00 - 17:00　／　秋・冬期（11月から3月）：9:00 - 15:00
- 休館日 - 月曜日（祝日・振替休日にあたる場合は開館し、翌平日休館）、祝祭日の翌日
- 入館料 - 無料

## 所在地
- 長野県安曇野市穂高有明3618-24

## アクセス
- JR大糸線 穂高駅からタクシーで約10分。
- 長野自動車道 安曇野インターチェンジから自動車で約20分。